# 古東哲明
古東 哲明（ことう てつあき、1950年7月 - ）は、日本の哲学者、広島大学大学院総合科学研究科名誉教授。NHK文化センター教員。専門は、哲学、現代哲学、比較思想史。

## 経歴
1950年7月13日、福岡県甘木市（現朝倉市）に生まれる。旧姓、権八。CMプランナー権八成裕は甥。俳人、古東古城は父である。甘木小学校、福岡教育大学附属久留米中学校、久留米大学附設高校を経て、1974年京都大学哲学科西洋哲学専攻卒業、琵琶湖東岸、能登川にて農業に従事。1980年同大学院博士課程単位取得満期退学。ハイデガー、メルロ=ポンティ、ニーチェ、バタイユ、ガダマーらの哲学を媒介に、死と沈黙と言葉と非知の問題に取り組む。辻村公一、梅原猛、上田閑照に師事。
神戸学院大学で論理学を担当したあと、広島大学総合科学研究科人間文化研究講座教授（哲学、現代思想、比較哲学など担当）。東北大学、京都造形芸術大学、広島市立大学、東京大学などの非常勤講師も務める。自分は愚鈍者だが、鷲田清一、藤田正勝、嶺秀樹、熊野純彦、高橋憲雄、野村剛史、坂部恵、太田省吾、竹内整一、有福孝岳、中沢新一、谷徹、藤田一照、久野昭、竹市明弘、小林誠、斎藤慶典など、たくさんの優れた師友に恵まれたという。日本学術振興会学術システム研究センター主任研究員(人文学)を経て、広島大学名誉教授。NHK文化センター教員。広島工業大学客員教授。

## 著書
- 『〈在る〉ことの不思議』 1992.10 （勁草書房）
- 西洋思想史 1982.11（晃洋書房、植島啓司他共著）
- 経験 言語 認識 1985.12（岩波書店、丸山圭三郎､ 大森荘蔵他共著）
- Heidegger and Asian Thought, 1987.1（UNIVERSITY OF HAWAII PRESS、Graham,P.他共著）
- 知の理論の現在 1987.4（世界思想社、野家啓一他共著）
- 哲学とは何か─その歴史と可能性 1988.2（勁草書房、竹市明弘他共著）
- 神秘主義を学ぶ人のために 1989.1（世界思想社、久野昭他共著）
- Martin Heidegger Critical Assessments,vol.III, 1993.11（Loutledge、共著）
- 人類の創造へ──梅原猛との交点 1995.11（中央公論社、吉本隆明､伊東俊太郎､中西進他共著）
- 『現代思想としてのギリシア哲学』 1998.4（講談社選書メチエ/ちくま学芸文庫）
- 東アジアの身体技法（遊学叢書9） 2000.10（勉誠出版、立川武蔵、石田秀実他共著）
- 『ハイデガー=存在神秘の哲学』 2002.3（講談社現代新書）
- 『他界からのまなざし 臨生の思想』 2005.4（講談社選書メチエ）
- 情報化社会への招待　2007.4（学術図書出版会・レヴィ・アルヴァレス他共著）
- 家族ってなんだろう (子どもだって哲学) 2007.8（佼成出版社・立松和平他共著)
- 科学／技術（岩波講座哲学・第9巻） 2008.9(岩波書店・飯田隆他共著）
- 死生学2──死と他界が照らす生 2008.12（東京大学出版会・熊野純彦他共著）
- 空間と時間の病理　臨床哲学の諸相 2011.1（河合文化教育研究所・木村敏他共著)
- 『瞬間を生きる哲学──〈今ここ〉に佇む技法』 2011.3（筑摩選書、筑摩書房）
- 根源的和解　2016.4（『立命館哲学』第27集)
- 『マインドフルネスの背後にあるもの──存在神秘の覚醒をめぐるクロストーク』(藤田一照、熊野宏明共著、サンガ、2019.1)
- 『沈黙を生きる哲学』2022.12（光文社／夕日書房)
- 『談』 no.129ドロモロジー……自動化の果てに 2024.3.1(水曜社)
- 『思考の平均律』2025.9（光文社／夕日書房)

## 編著
- 『ニヒリズムからの出発』 竹内整一共編 ナカニシヤ出版 2001.3 (叢書倫理学のフロンティア)

## 翻訳・他
- 『ヘーゲル以後の歴史哲学 歴史主義と歴史的理性批判』 ヘルベルト・シュネーデルバッハ著、 法政大学出版局 1994.7 (叢書・ウニベルシタス)
- 『哲学の変貌』ガーダマー、アーペル、ロンバッハ他共著、岩波書店、1984.4 （共訳）
- 「良心の現象学」、H・ヒューニー著（『理想』vol.617 理想社）、1984.10
- 「科学の実存的概念」、C・F・ゲーツマン著（『理想』vol.626・vol.629理想社）1985.7・10
- 「野の道」、M・ハイデガー著（『人間存在研究』第８号、人間文化研究会刊）2016.4
- CD「新しい時代の哲学──この世と出逢い直すために」(RCC、中国放送／聞き手：桑原しおり）2006年11月4・１１・18・25日ラジオ放送のCD版

## 基本思想
古東氏の哲学思想は次の三点に纏めることができる。
1. 存在の否定性が、存在の肯定性の論拠でもあることの解明
2. 哲学の起源をめぐる新説の提示
3. 瞬間論をベースにした新しい倫理論の構築

このような研究により、古東氏は存在論と倫理思想の研究において、優れた業績をあげてきた。特に、「神の死」以後、究極根拠（＝そのタメに生まれて生きて死ぬことを明確に説明する究極原理)が失われ、混迷と不安を極める現代の思想状況に立ち向かい、その根本解決を求めて新しい仕方での存在論の構築に尽力してきた。
具体的にいえば、従来あまりに否定的にしか考えられてこなかった「存在の否定的な性格」（無根拠・無目的・無理由，無価値など）が, じつは「存在の肯定性」を明らかにする積極的な論拠でもあるという逆説にみちた不思議な「反転の論理」をハイデガーやフッサールやサルトルやヘラクレイトスやデリダらの哲学、さらには仏教思想を手がかりにして明確にした。
その新しい存在理論に基づき、従来の伝統的な哲学では探究不可能とされたり切り捨てられてきた諸問題、たとえば「語りえないもの」、「要約不可能な複雑系」などといった人間的な理知や意欲の裁量圏を超えた位相の重要性を剔抉し、鮮やかな解明をほどこした。とりわけ瞬間論の掘り下げは重要であった。従来、瞬間現象は儚く無常で一過的でとるに足りない時間のあり方であるとされてきた。しかし瞬間の生起こそが、リアル・タイム（現実的時間／即時即座）であり、リアルな生命の息吹であることを論証した。そしてそうした存在論や時間論の成果を集結させることを通じて、哲学史の起源をまったく新しい仕方で再考するとともに、新しい時代の来るべき倫理の可能性を確立しようと努めてきた。

## 紹介
- 週刊読書人『沈黙を生きる哲学』書評2023年3月24日号：菅原潤「言いえないこと」にふれる〈沈黙〉」／https://jinnet.dokushojin.com/blogs/review/20230324_05
- 『考えるための書評集』「西洋哲学からの悟り」https://ueshin.blog.fc2.com/blog-entry-2713.html
- KAZE『沈黙を生きる哲学』評 https://note.com/novalisnova/n/nf5682b1074f5
- 朝日新聞書評 http://book.asahi.com/reviews/reviewer/2011071700220.html
- 日経新聞書評　https://www.nikkei.com/article/DGXDZO27050180Z10C11A4NNK001/
- 朗読紹介(賢者の睡眠：【潜在意識へのアプローチ】)

　https://www.youtube.com/watch?v=rTwnjGXe3Zo&t=13s
　https://www.youtube.com/watch?v=K2fkXtMekpg&t=774s
　　https://www.youtube.com/watch?v=BhR5-z1bLYA&t=49s
　　https://www.youtube.com/watch?v=3BZbxDkExHw&t=16
　　https://www.youtube.com/watch?v=1MCE7LKh_yE&t=3998s
　　https://www.youtube.com/watch?v=gaKz_Qh4Vys
　　https://www.youtube.com/watch?v=9O0IZEIGu0Y&t=11s
　　https://www.youtube.com/watch?v=h1NR6h59H1o
　　https://www.youtube.com/watch?v=HqeXaTL7ihY
- 書評(東郷雄二：橄欖追放) http://petalismos.net/tanka/kanran/kanran77.html
- Servus Musicae： https://ameblo.jp/carcass1031/entry-12175885640.html
- ネルケ無方氏・動画書評（安泰寺)： https://www.youtube.com/watch?v=u8M1LZzhsTM
- プラユキ・ナラテボーさん寸評： https://twitter.com/phrayuki/status/1115375208381046784
- 同上続： https://twitter.com/phrayuki/status/1126221679099703296
- ネオ高等遊民:哲学マスター： https://www.youtube.com/watch?v=t-z_ccMCNOo&t=2667s
- 同上： https://www.youtube.com/watch?v=SqoCnPpFPPU&t=50s
- 同上： https://www.youtube.com/watch?v=JJv5-CUZPm8
- 同上： https://www.youtube.com/watch?v=i397ELJkaTQ
- 同上： https://www.youtube.com/watch?v=E9mCcYURaXI
- 書評【三人委員会哲学塾ネットワーク】：　https://3nintetugaku.jugem.jp/?page=1&cid=7
- 考えるための書評集： http://ueshin.blog60.fc2.com/blog-entry-2440.html
- 動画書評【死を哲学する・tetusala】　https://www.youtube.com/watch?v=UpoGKvySj38
- 動画書評【『哲学夜話』31】　 https://www.youtube.com/watch?v=MuMmXdo7xsw
- 動画書評【仏教のアレ・編集部Live-3　臨時放送「修行　さとり」】

　 https://www.youtube.com/watch?v=O4hik3b137I
- 飢餓祭のブログ　https://ameblo.jp/naturalleaf2006/entry-12387603732.html
- 残余と生成　http://zanyo.moe-nifty.com/blog/2012/03/post-184a.html
- 強固なロジックの無限の反復　https://huwanagaru.hatenablog.com/entry/20130531/1370012311
- 花ざかりの廃園 https://blog.goo.ne.jp/sonzaikyogaku/e/f90a31591560f3eaaf488b6abbf98769
- すさまじきものにて見る人もなきブログ http://tesso.exblog.jp/tags/%E5%8F%A4%E6%9D%B1%E5%93%B2%E6%98%8E/
- 書物からの回帰 https://ameblo.jp/mytec/entry-11286281377.html
- 神山潤　公式サイト http://www.j-kohyama.jp/news.cfm?news_ID=621
- 風のブックマーク　https://r5.quicca.com/~steiner/novalisnova/book/bookmark2004/denken/denken32.html
- 広島ヘミシンクHOME：http://yoichit.net/2016/05/14/%E3%80%8C%E3%83%8F%E3%82%A4%E3%83%87%E3%82%AC%E3%83%BC%E3%80%80%E5%AD%98%E5%9C%A8%E7%A5%9E%E7%A7%98%E3%81%AE%E5%93%B2%E5%AD%A6%E3%80%8D%E5%8F%A4%E6%9D%B1%E5%93%B2%E6%98%8E%E6%B0%8F%EF%BC%9A%E3%80%8C/